# Čapljina
Čapljina pronunciaciónⓘ es una localidad y municipio de Bosnia y Herzegovina. Está situada en el Cantón de Herzegovina-Neretva de la Federación de Bosnia y Herzegovina, cerca de la frontera con Croacia, a tan sólo 20 km del mar Adriático.
El río Neretva atraviesa la localidad y desemboca en el Adriático conformando la frontera. El emblema de la ciudad es la estatua del Rey Tomislav. La iglesia de San Francisco de Asís es también uno de los edificios más emblemáticos. El escudo municipal contiene el escudo de armas de Croacia, la cercana torre de Pocitelj y a San Francisco de Asís.
El municipio tiene una gran importancia arqueológica y destaca por lo salvaje que sigue conservándose su naturaleza. En los últimos años se ha empezado a desarrollar el turismo agrícola. Aquí se encuentra el Parque Hutovo Blato, que contiene una de las más diversas poblaciones de aves de toda Europa. La ciudad croata de Metković se sitúa justo al otro lado de la frontera, existiendo entre ambas poblaciones importantes relaciones tanto comerciales como de otros tipos

## Historia
Aunque no se sabe gran cosa sobre el pasado de esta ciudad, sí se sabe que la fundaron los romanos en el siglo V a. C.. El nombre actual de  Čapljina deriva de la palabra eslava čaplja, que significa "garza".
Durante la Segunda Guerra Mundial, las Ustaše cometieron algunas de sus peores atrocidades en las cercanías de Čapljina. Tanto la ciudad como las atrocidades se hicieron célebres en canciones (como Jasenovac i Gradiška stara) en la que a Čapljina se le recordaba como uno de los principales lugares donde el genocidio contra los Serbios tuvo lugar. Una de las mayores atrocidades cometidas en esta área fue la masacre de Prebilovci, en la cual murieron sobre 4000 personas en total, de las cuales 600 perecieron al ser arrojadas a una fosa.
Desde la Segunda Guerra Mundial han surgido importantes avances en infraestructura, como lo son las conexiones por carretera y ferrocarril, los que le permiten interconectarse con el resto de Bosnia y Herzegovina, además del puerto de Ploče en Croacia. Durante el verano de 2007 los incendios forestales causaron grandes daños en la zona rural del municipio.

## Demografía
En el año 2009 la población de la municipalidad de Čapljina era de 23 251 habitantes. La superficie del municipio es de 256 kilómetros cuadrados, con lo que la densidad de población era de 91 habitantes por kilómetro cuadrado.
| Población del municipio de Čapljina |                 |                 |                 |
| año del censo                       | 1991            | 1981            | 1971            |
| croatas                             | 14,969 (53,68%) | 13,931 (53,51%) | 12,603 (53,72%) |
| musulmanes (nacionalidad)           | 7,672 (27,51%)  | 6,830 (26,23%)  | 6,781 (28,90%)  |
| serbios                             | 3,753 (13,46%)  | 3,467 (13,31%)  | 3,672 (15,65%)  |
| yugoslavos                          | 1,047 (3,75%)   | 1,566 (6,01%)   | 193 (0,82%)     |
| otros y desconocido                 | 441 (1,58%)     | 238 (0,91%)     | 210 (0,89%)     |
| total                               | 27,882          | 26,032          | 23,459          |

### Estructura étnica por localidades, censo de 1991
Mayoría étnica absoluta
     Croatas
     Musulmanes (nacionalidad)
     Serbios
Mayoría étnica relativa
     Croatas
     Musulmanes (nacionalidad)
     Serbios
| Estructura étnica de la población del municipio de Čapljina, por localidades, censo de 1991 |        |         |            |         |            |       |
| localidad                                                                                   | total  | Croatas | Musulmanes | Serbios | Yugoslavos | otros |
| Bajovci                                                                                     | 181    | 176     | 5          | 0       | 0          | 0     |
| Bivolje Brdo                                                                                | 841    | 256     | 562        | 4       | 6          | 13    |
| Crnići                                                                                      | 50     | 50      | 0          | 0       | 0          | 0     |
| Čapljina                                                                                    | 7,461  | 3,067   | 2,191      | 1,267   | 707        | 229   |
| Čeljevo                                                                                     | 1,058  | 827     | 194        | 1       | 8          | 28    |
| Doljani                                                                                     | 365    | 357     | 0          | 5       | 0          | 3     |
| Domanovići                                                                                  | 1,270  | 326     | 727        | 186     | 21         | 10    |
| Dračevo                                                                                     | 630    | 582     | 0          | 41      | 0          | 7     |
| Dretelj                                                                                     | 576    | 508     | 53         | 3       | 11         | 1     |
| Dubravica                                                                                   | 7      | 1       | 3          | 3       | 0          | 0     |
| Gabela                                                                                      | 2,440  | 2,046   | 32         | 324     | 24         | 14    |
| Gnjilišta                                                                                   | 345    | 338     | 1          | 0       | 0          | 6     |
| Gorica                                                                                      | 456    | 380     | 65         | 1       | 4          | 6     |
| Grabovina                                                                                   | 947    | 817     | 29         | 57      | 29         | 15    |
| Hotanj                                                                                      | 275    | 178     | 93         | 0       | 4          | 0     |
| Jasenica                                                                                    | 165    | 1       | 157        | 0       | 0          | 7     |
| Klepci                                                                                      | 417    | 14      | 0          | 383     | 13         | 7     |
| Lokve                                                                                       | 587    | 0       | 395        | 192     | 0          | 0     |
| Opličići                                                                                    | 1,386  | 108     | 916        | 357     | 0          | 5     |
| Počitelj                                                                                    | 905    | 172     | 660        | 20      | 36         | 17    |
| Prćavci                                                                                     | 260    | 260     | 0          | 0       | 0          | 0     |
| Prebilovci                                                                                  | 174    | 1       | 0          | 171     | 0          | 2     |
| Sjekose                                                                                     | 169    | 146     | 10         | 12      | 0          | 1     |
| Stanojevići                                                                                 | 194    | 31      | 163        | 0       | 0          | 0     |
| Struge                                                                                      | 437    | 284     | 130        | 2       | 16         | 5     |
| Svitava                                                                                     | 319    | 317     | 0          | 0       | 0          | 2     |
| Ševaš Njive                                                                                 | 262    | 69      | 191        | 0       | 2          | 0     |
| Šurmanci                                                                                    | 403    | 354     | 47         | 0       | 2          | 0     |
| Tasovčići                                                                                   | 1,675  | 294     | 511        | 698     | 138        | 34    |
| Trebižat                                                                                    | 1,399  | 1,371   | 9          | 1       | 11         | 7     |
| Višići                                                                                      | 1,788  | 1,207   | 528        | 23      | 15         | 15    |
| Zvirovići                                                                                   | 440    | 431     | 0          | 2       | 0          | 7     |
| total                                                                                       | 27,882 | 14,969  | 7,672      | 3,753   | 1,047      | 441   |